# Lost Place

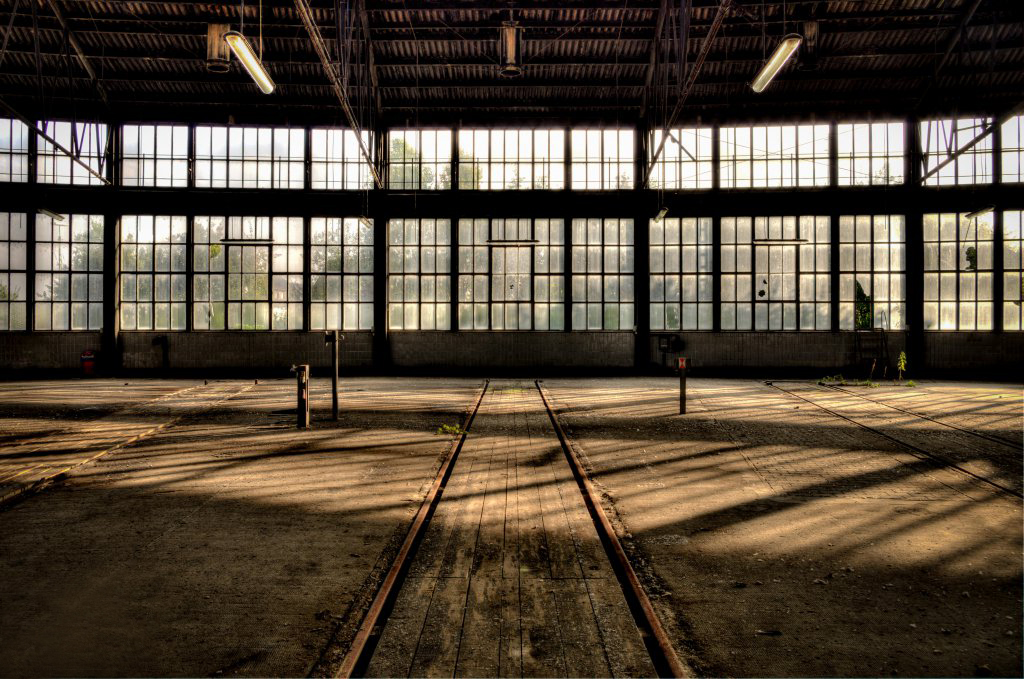
Bild eines Lost Places: verlassener Lokschuppen der Deutschen Bahn in Schwandorf, Oberpfalz

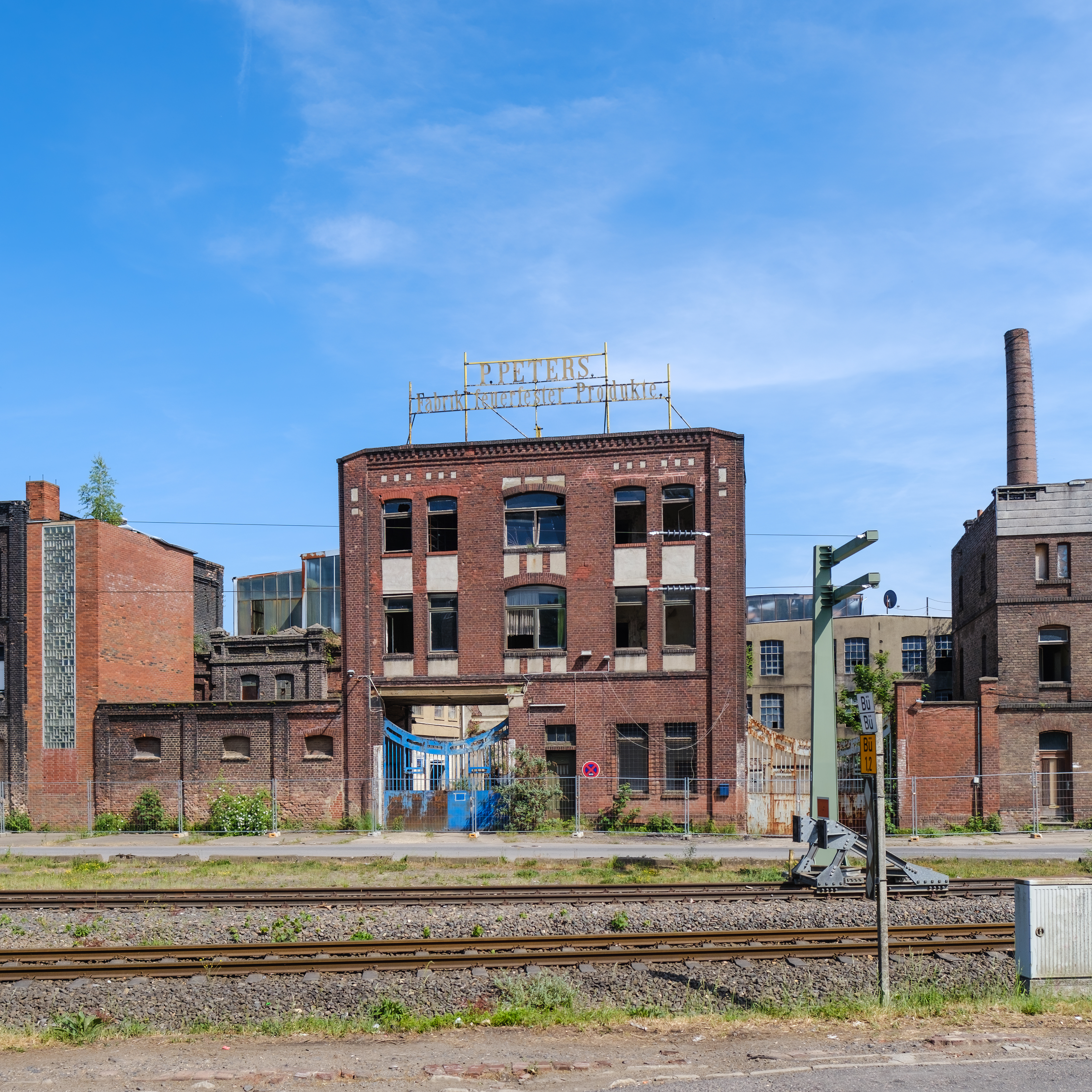
Ehem. Zinkhütte Steinfurt in Stolberg

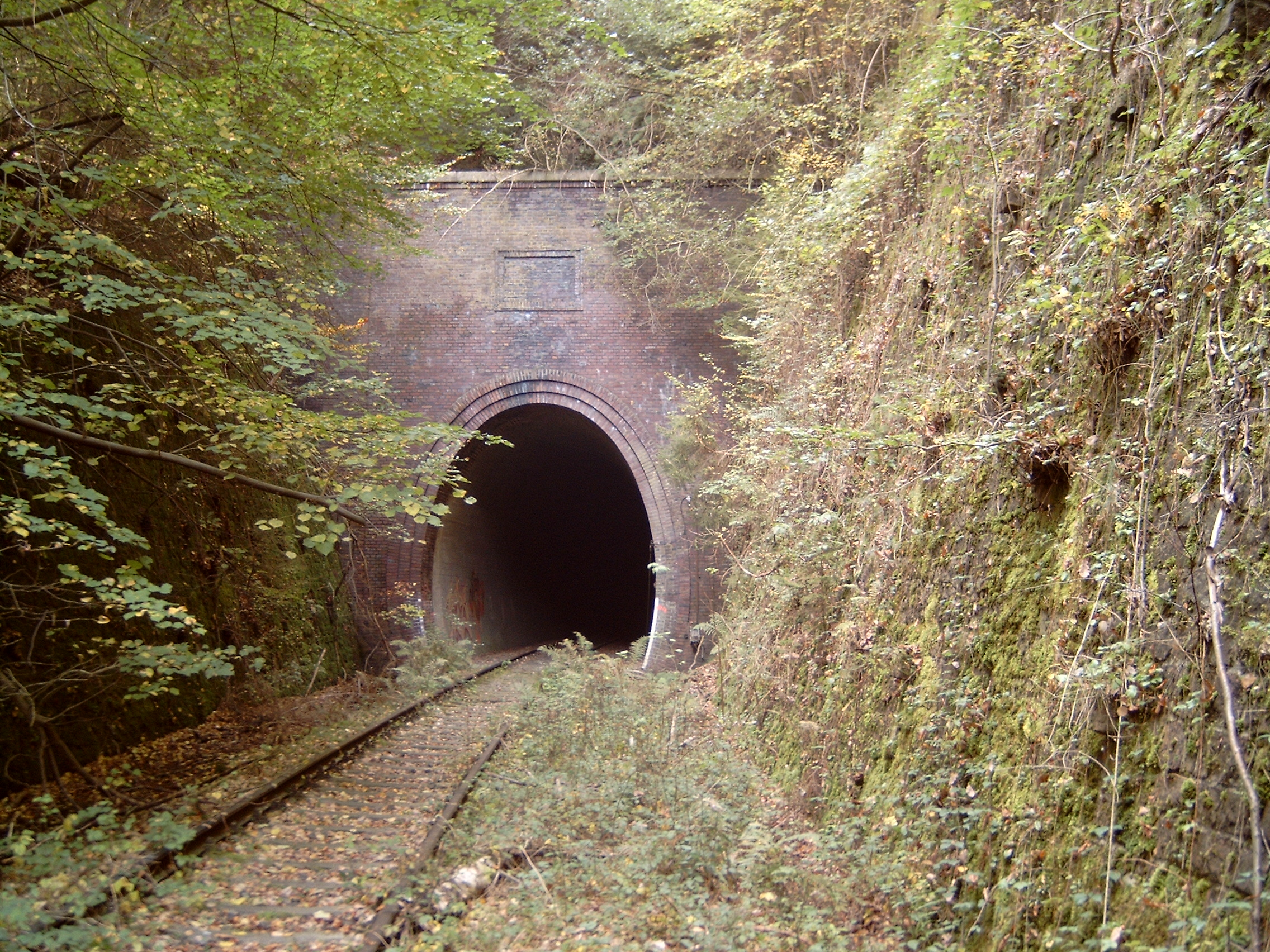
Ostportal des Stempelkopf-Tunnels in Rheinland-Pfalz

Der Ausdruck Lost Place [lɒst pleɪs] (anhörenⓘ) ist ein Pseudoanglizismus und bedeutet sinngemäß „vergessener Ort“. Der korrekte Ausdruck im Englischen lautet „abandoned premises“ (anhörenⓘ) (auf Deutsch: „aufgegebene Liegenschaft“) oder umgangssprachlich off the map.

## Inhalt
Meistens handelt es sich um Bauwerke aus der jüngeren Geschichte, die entweder noch nicht historisch aufgearbeitet (bzw. erfasst) worden sind oder aufgrund ihrer geringen Bedeutung kein allgemeines Interesse finden und daher nicht als besonders erwähnenswert gelten. Dessen ungeachtet gibt es aber auch Lost Places mit sehr hoher historischer Bedeutung, wie die Heeresversuchsanstalt Peenemünde (Entwicklung der ersten Großrakete), die Aérotrain-Versuchsstrecke bei Orleans (Versuchsstrecke für einen Luftkissenzug), oder den Sendemast Konstantynów (1974 bis 1991 höchstes Bauwerk der Welt). In diesen Fällen führten häufig politische Gründe dazu, dass diese Orte zum Lost Place wurden.
Der Ausdruck Lost Place wird zwar häufig gleichbedeutend mit Ruinen aus der Industriegeschichte oder nicht mehr genutzten militärischen Anlagen (vgl. Militärgeschichte) gebraucht, die eigentliche Bezeichnung gilt aber für jedweden Ort, der im Kontext seiner ursprünglichen Nutzung in Vergessenheit geraten ist. Insbesondere zählen dazu Orte, die nicht bewusst als Industriedenkmäler für die Nachwelt erhalten und dadurch einem breiten Publikum zugänglich gemacht werden.

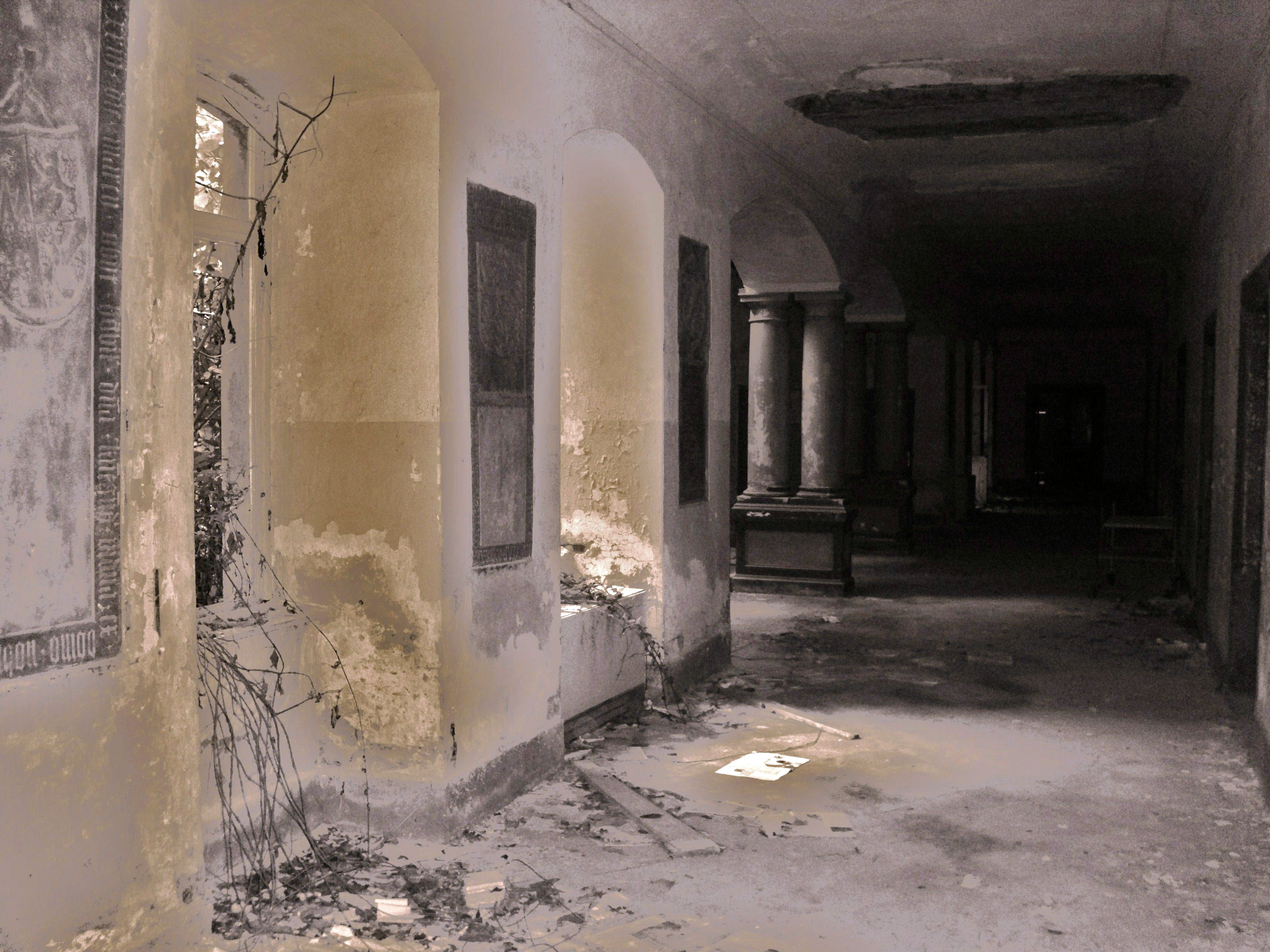
Beispiel eines Lost Places: Kloster Marienberg in Boppard

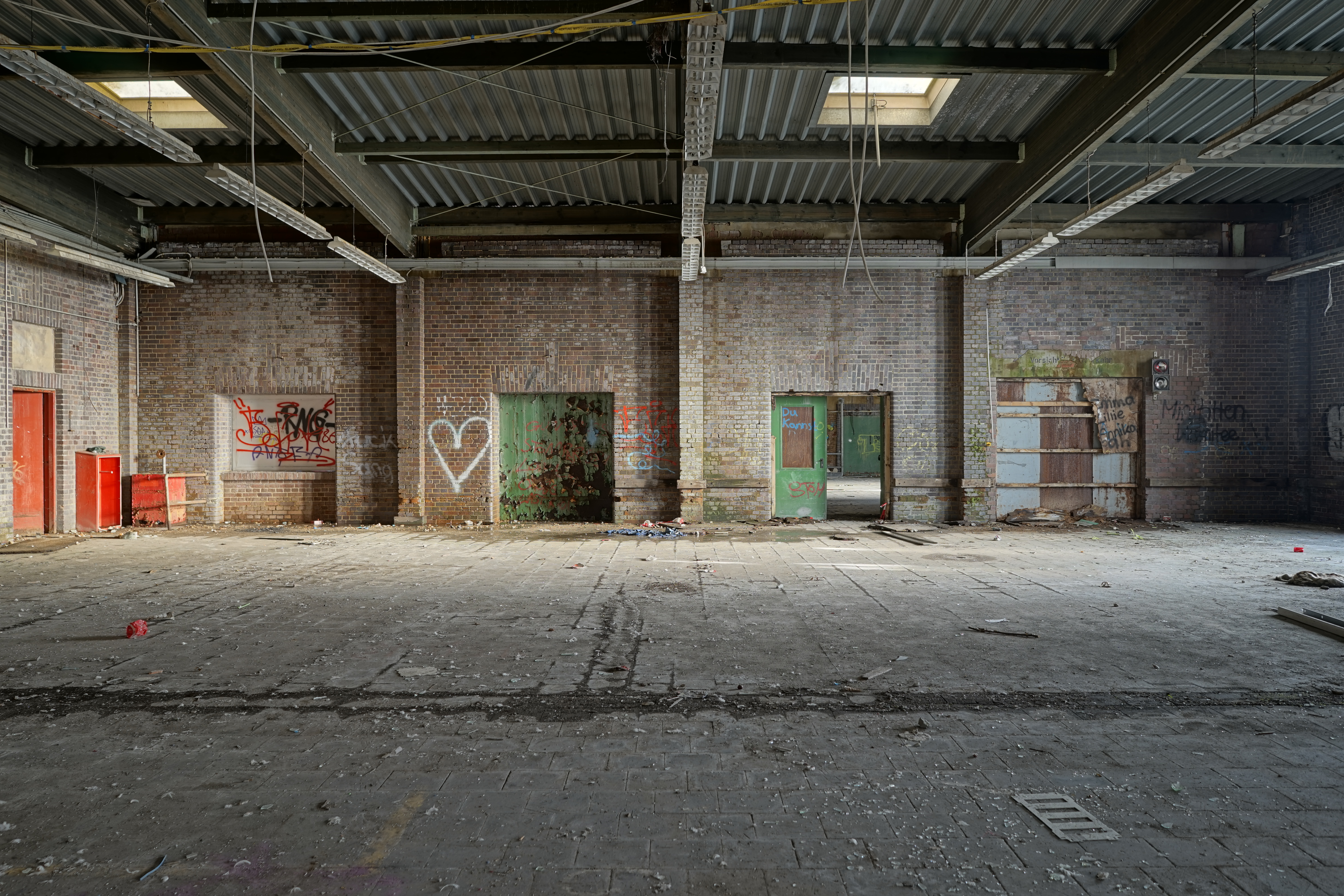
Oft sind bei Lost Places Graffiti und liegengelassene Objekte zu finden

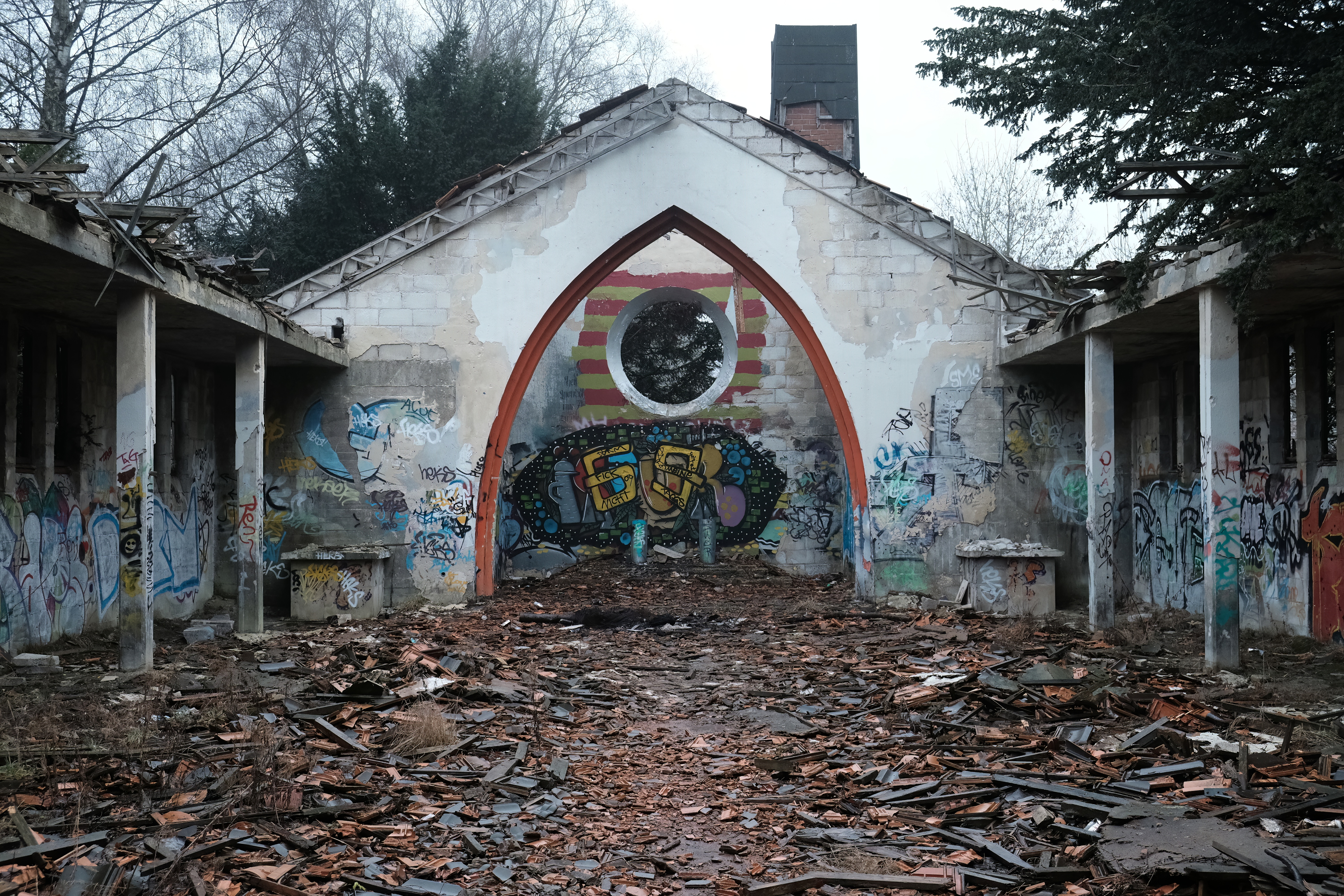
Kirche des ehem. belgischen Camps Gabrielle Petit in Aachen

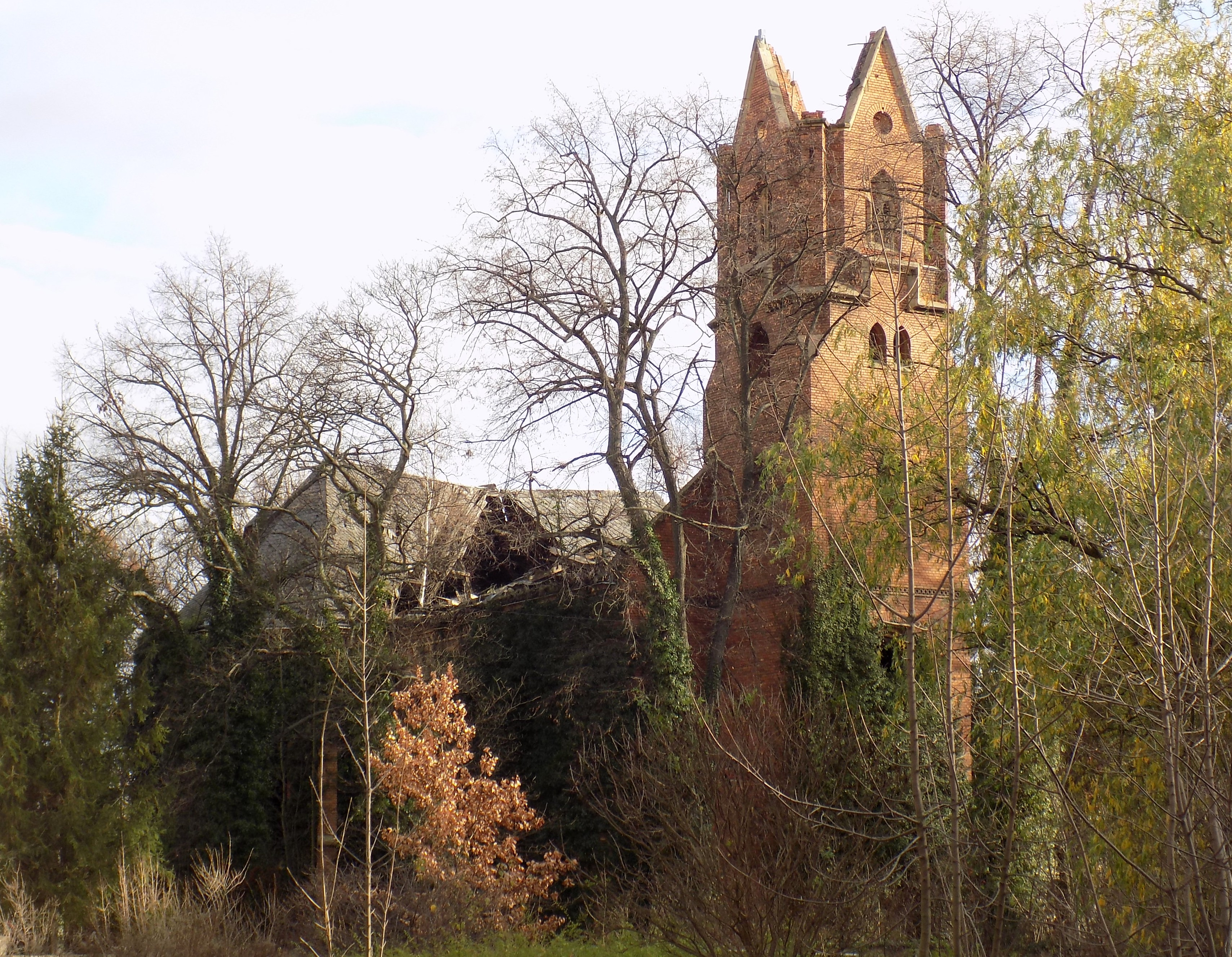
Nikolaikirche Zeitz

Die Faszination dieser Orte, die „nicht als Spektakel entworfen wurden“, wie Guy Debord es ausdrückt, liegt aber genau in dieser Ursprünglichkeit und der fehlenden (touristischen) Erschließung, die dem Besucher die Möglichkeit bietet, selbst auf „Entdeckungsreise“ zu gehen und dabei Geschichte individuell und hautnah erleben zu können. Auf der anderen Seite birgt diese Eigenart der Plätze auch manchmal unterschätzte Gefahren. Des Weiteren ist das Betreten solcher Orte selten rechtlich eindeutig geregelt, weshalb Besucher von Lost Places auch zuweilen lieber anonym agieren.
Oft wird die Beschäftigung mit Lost Places gleichgesetzt mit moderner Schatzsuche oder auch dem Sammeln von Militaria bzw. Munition. Das ist eine zu kurz greifende Verallgemeinerung. Für viele Menschen, die sich mit den vergessenen Orten beschäftigen, ist dies eine ernsthafte Form von Heimatgeschichte. Im Internet gibt es mittlerweile zahlreiche Dokumentationen derartiger Orte. Für andere steht das emotionale Erlebnis, wie es in der Psychogeografie untersucht wird, im Vordergrund. Laut dem Historiker Peter Read, ist die Attraktivität solcher Orte nicht nur durch Abenteuer- und Entdeckerlust oder dem Reiz Verborgenes und Verbotenes zu erkunden zu erklären. In ihr wirkt auch eine tiefe Sehnsucht, etwas Verlorenes wieder zu finden und in den verfallenden und von der Natur überwucherten Überresten der Zivilisation sowohl Zeuge der Vergänglichkeit zu sein als auch die Kraft des Erinnerns zu erleben.
In der Aktfotografie gibt es ein eigenes Genre Lost Places für Aufnahmen in solchen Gebäuden. Als Begründung wird oft genannt, dass so eine Spannung zwischen dem Morbiden/Verfallenen und den oft jungen Modellen erzeugt wird. Aber auch die Lost Places selbst können zum zentralen Thema von Fotografie werden, wie dies bei der Ruinen-Fotografie der Fall ist.
In Location-based Games wie dem Geocaching spielen Lost Places ebenfalls eine Rolle. Oft werden sie nur über Koordinaten identifiziert.
Der Erfolg von Fernsehdokumentationen, Sachbüchern und Fotobänden über Lost Places inspiriert auch Touristiker. 2021 begann zum Beispiel die österreichische Tourismusregion Wörthersee mit dem Bewerben spezieller Gravelbike-Touren zu Lost Places.

## Beispiele für Lost Places
- Kloster Marienberg (ehemaliges Benediktinerinnenkloster)
- Nikolaikirche Zeitz (Kirchenruine)
- Stempelkopf-Tunnel (stillgelegter Eisenbahntunnel)
- Zinkhütte Steinfurt (verfallene ehemalige Zinkhütte)
- Zur Grotte (ehemaliger Schankbetrieb in einem Luftschutzbunker)
- Glaswerk Maltitz (mit Gebäuden vom Tagebau Phönix-Nord)
- Stadtbahn Charleroi (nicht in Betrieb gegangene Stationen Neuville, Chet, Pensée und Centenaire)
- Beelitz-Heilstätten
- Hotel Waldlust in Freudenstadt (nicht mehr genutztes Prominenten-Hotel)

## Dokumentationen
- Patina-Paradiese – Aufgegebene Altbauten. 43-minütige Fernsehdokumentation von Thierry Berrod (Arte, Frankreich 2018).